# Nahuel Molina
Nahuel Molina Lucero (ur. 6 kwietnia 1998 w Embalse) – argentyński piłkarz występujący na pozycji obrońcy w hiszpańskim klubie Atlético Madryt oraz w reprezentacji Argentyny. Wychowanek Boca Juniors, w trakcie swojej kariery grał także w takich zespołach, jak Defensa y Justicia, Rosario Central oraz Udinese.

## Kariera reprezentacyjna
Nahuel Molina w reprezentacji Argentyny pojawił się w kwalifikacjach do Mistrzostw Świata 2022 w meczu przeciwko Chile, zastępując Juana Foytha w 81 minucie.
Argentyńczyk pierwszego gola strzelił w meczu ćwierćfinałowym, przeciwko Holandii 9 grudnia na Mistrzostwach Świata 2022.

## Sukcesy

### Reprezentacyjne
- Mistrzostwa Świata: 2022
- Copa América: 2021
- Superpuchar CONMEBOL–UEFA: 2022